# Onthophagus magnipygus
Onthophagus magnipygus là một loài bọ cánh cứng trong họ Bọ hung (Scarabaeidae).